# Królewna żabka
Królewna żabka (ros. Царевна-Лягушка, Cariewna - liaguszka) – radziecki film animowany z 1954 roku w reżyserii Michaiła Cechanowskiego będący adaptacją rosyjskiej baśni ludowej pt. Bajka o carewnie-żabie.

## Fabuła
Kościej Nieśmiertelny porywa królewnę Wasylisę do swojego pałacu. Pałac ten jest zrobiony ze szczerego złota i nie ma w nim ani jednego żywego stworzenia. Kościej chce poślubić Wasylisę i zamieszkać z nią razem w pałacu. Królewna jednak odrzuca jego propozycję. Nie chce wiązać się z kimś, kogo nie kocha i mieszkać w miejscu, w którym nie ma życia. Rozwścieczony Kościej zamienia dziewczynę w szkaradną żabę na 3 lata i 3 dni. Tymczasem Iwan Carewicz, podążając za strzałą, która ma wskazać mu wybrankę serca, trafia na bagna, gdzie spotyka żabkę. Wierząc w słowa przepowiedni bez wahania bierze z nią ślub, nie wie jednak, że owa żabka jest przepiękną królewną Wasylisą. Gdy czar pryśnie, czeka go wspaniała nagroda.

## Obsada (głosy)
- Margarita Kuprijanowa jako Królewna Wasylisa Przecudna
- Anatolij Wierbicki jako Iwan Carewicz
- Aleksandr Rumniew jako Kościej Nieśmiertelny
- Gieorgij Millar jako Baba Jaga
- Aleksiej Gribow jako dziad Konrad
- Boris Czirkow jako Car
- Władimir Gribkow jako Leszy

## Animacja

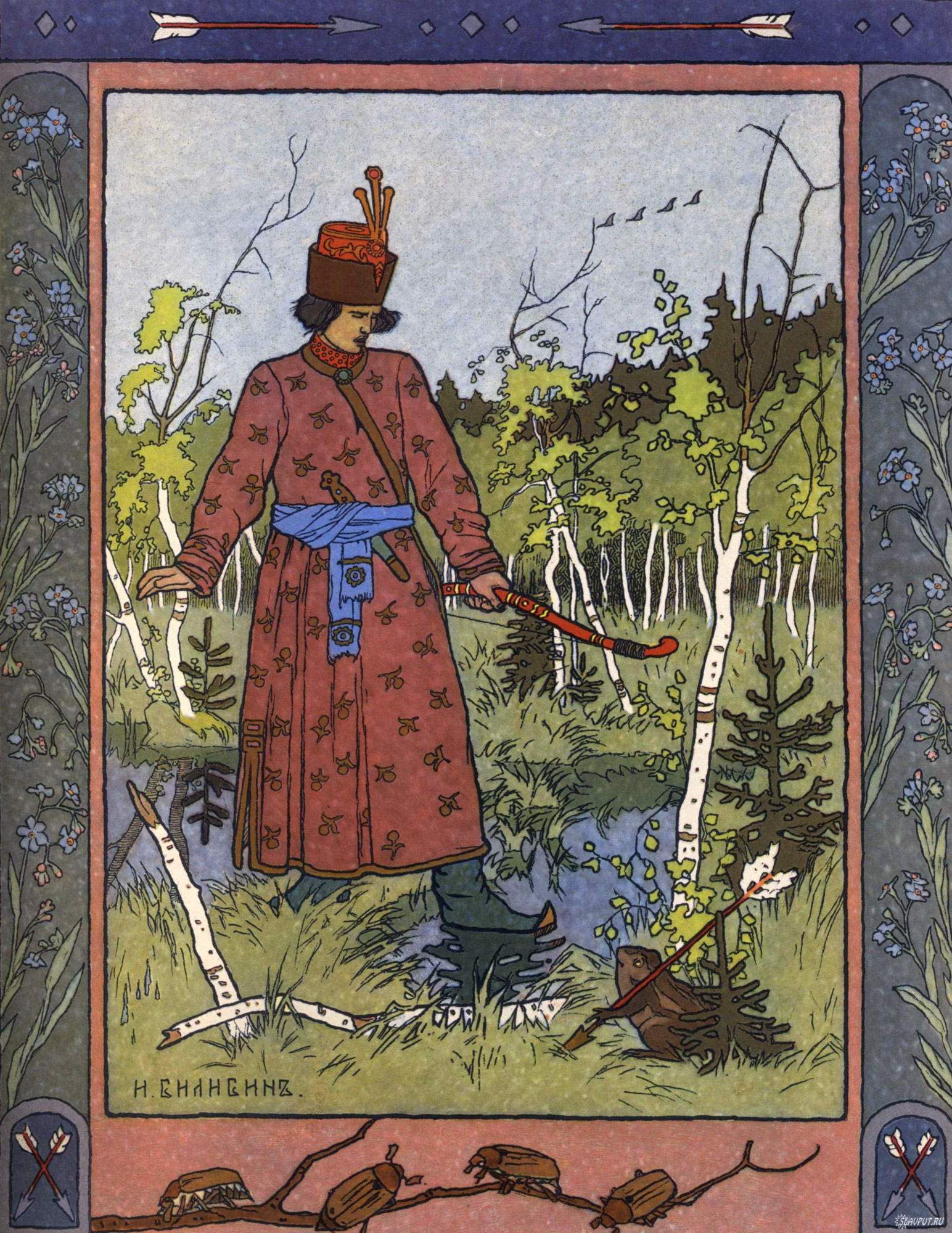
Ilustracja Iwana Bilibina do bajki Królewna Żabka

Wizualny świat animacji jest inspirowany ilustracjami rosyjskiego malarza Iwana Bilibina do książek o tradycyjnych rosyjskich podaniach ludowych.
Animatorzy:
- Roman Kaczanow
- Wadim Dołgich
- Wiktor Lichaczew
- Boris Czani
- Władimir Danilewicz
- Boris Miejerowicz
- Nikołaj Fiodorow
- Fiodor Chitruk
- Tatjana Taranowicz

## Nagrody
- 1960: I Międzynarodowy Festiwal Filmowy w Mar del Plata (Argentyna) – nagroda „Srebrny Liść Dębu”[1]

## Wersja polska
Seria Bajki rosyjskie (odc. 33)
W wersji polskiej udział wzięli:
- Monika Wierzbicka jako 
  - królewna Wasylisa Przecudna,
  - pisklę sokolicy,
  - służąca #1,
  - mamka #1,
  - syn szczupaka
- Jacek Bończyk jako Iwan Carewicz
- Włodzimierz Press jako
  - Car,
  - dziadek,
  - smok
- Ryszard Olesiński jako Kościej Nieśmiertelny, 
  - Dziad Konrad,
  - kruk,
  - szczupak
- Joanna Jędryka jako
  - Baba Jaga,
  - córka kupca, żona średniego carewicza,
  - mamka #2,
  - niedźwiedzica
- Krzysztof Strużycki jako 
  - Narrator;
  - średni carewicz,
  - sokolica
- Jacek Kopczyński jako najstarszy carewicz
- Beata Jankowska jako 
  - bojarówna, żona najstarszego carewicza
  - wilczyca,
  - praczka #1,
  - ptaki,
  - wiewiórka
- Małgorzata Olszewska jako 
  - służąca#2,
  - praczka#2

Realizacja:
- Reżyseria: Stanisław Pieniak
- Dialogi: Stanisława Dziedziczak
- Teksty piosenek i wierszy: Andrzej Brzeski
- Opracowanie muzyczne: Janusz Tylman, Eugeniusz Majchrzak
- Dźwięk: Robert Mościcki, Joanna Fidos
- Kierownictwo produkcji: Krystyna Dynarowska
- Opracowanie: Telewizyjne Studia Dźwięku – Warszawa
- Lektor: Krzysztof Strużycki